# Hooked on Monkey Fonics
«Hooked on Monkey Fonics» es el duodécimo episodio y decimotercer producido de la tercera temporada de la serie animada de televisión South Park y el episodio 43 de la serie en general. Se emitió originalmente el 10 de noviembre de 1999. Presenta temas de educación en el hogar y fonética, un método para enseñar a los niños a leer. Este fue el último episodio de South Park con la actriz de voz Mary Kay Bergman, quien se suicidó el día después de que se emitiera el episodio. El último episodio que usó su voz fue «Starvin' Marvin in Space», que terminó la producción poco antes de su muerte.

## Argumento
En preparación para un concurso de ortografía, la madre de Cartman le compra un sistema «Hooked on Monkey Fonics» que presenta un mono vivo real tocando la batería para seguir el ritmo de la ortografía y pronunciar las palabras. Después de deletrear un par de palabras, Cartman cree que tendrá la oportunidad de ganar el concurso de ortografía. Mientras están en el concurso de ortografía, los niños enfrentan una dura competencia de dos niños educados en el hogar, Rebecca y Mark Cotswolds. Cartman le pide al mono que lo ayude a deletrear su palabra, «chair», pero Fonics Monkey se está masturbando, y Cartman lo escribe mal como «C-H-A-R-E»; enojado, sale corriendo a perseguir al mono. En la ronda final, Kyle no puede deletrear correctamente su palabra, «krocsyldiphic» (el estudio de la dinámica fisiokinesiológica utilizando las herramientas computacionales de la bioinformática y fórmulas matemáticas especializadas desarrolladas por Marcus Krocsyl), y Rebecca y Mark son declarados campeones. Aunque Kyle está molesto por haber sido golpeado, termina enamorándose de Rebecca.
Mark se intriga por las interacciones que ve entre Cartman, Kyle y Stan, y le ruega a su padre que le permita asistir a la escuela pública. Su padre se opone debido a lo peligrosas que pueden ser las escuelas públicas, pero cede de mala gana. En la escuela, Mark, colocado en una bola de hámster en gran parte protectora por su padre sobreprotector y agorafóbico, es atormentado por su actitud altiva y conocimiento superior, y termina pegado con cinta adhesiva a un banco por los otros niños. Esto lleva al padre de Mark a hablar con los adultos en Skeeter's Bar and Cocktails sobre el incidente y el hecho de que Kyle se haya enamorado de Rebecca y debería dejar de perseguirla. A los adultos rápidamente les disgusta tanto como a los niños les disgusta Mark; después de enterarse de que no bebe cerveza sino que prefiere los enfriadores de vino, proceden a pegar con cinta adhesiva al padre de Mark en uno de los bancos del bar.
Después de preguntarle a Mark por qué nunca se le ha visto antes y por qué no asiste a la escuela como los otros niños, Cartman conoce el concepto de educación en el hogar. La idea de no tener que ir nunca a la escuela le atrae mucho y, utilizando los comentarios condescendientes del Sr. Garrison hacia él como excusa, exige que él mismo sea educado en casa. Para él, esto implica un régimen de dormir y sentarse en la cama mientras come un refrigerio y ve la televisión, mientras su madre intenta sin éxito que estudie. Cuando Stan y Kenny vienen de visita para contarle sobre el baile conmemorativo de Bahía de Cochinos, Fonics Monkey mata a Kenny.
Mientras tanto, Kyle hace muchos esfuerzos para hacerle saber a Rebecca sus sentimientos, aunque varios terminan sin éxito. Finalmente, él la convence de explorar el mundo de la educación pública y ella acepta ir al baile de South Park con él. Él también le explica qué es el amor para ella y, por curiosidad, le pregunta a Kyle si puede experimentar un beso con él, a lo que él accede. Después de besarlo, Rebecca cambia de inmediato cuando acepta la propuesta de baile de Kyle («Puedes apostar tu dulce trasero a que iré.»)
En el baile, la banda Dio toca su canción «Holy Diver». Los niños de la escuela traman un plan para pegar con cinta adhesiva a Mark en el asta de la bandera, mientras que los adultos también traman un plan similar para el padre de éste. Cuando Rebecca entra al baile vestida promiscuamente y besando a todos los chicos a la vista, Mark se indigna y ataca a Kyle por convertir a su hermana «en una zorra». Los otros chicos perciben que golpea a Kyle como genial y finalmente lo aceptan; Randy Marsh interrumpe la pelea y Mark le advierte a Kyle que no ha terminado con él. El Sr. y la Sra. Cotswald llegan e interrumpen el baile, buscando a sus hijos para poder irse. Mark sube al escenario y les da un discurso a sus padres (particularmente a su padre) sobre los beneficios de las escuelas públicas: «...es el lugar principal donde los niños aprenden todas sus habilidades sociales. No se puede enseñar a un niño habilidades sociales. Tienen que aprenderlos ellos mismos». El Sr. Cotswald, afectado por el discurso de su hijo, acepta que Rebecca y Mark asistan regularmente a la escuela pública; Rebecca y Kyle luego comparten un beso. Sin embargo, el padre de Mark es pegado con cinta adhesiva al asta de la bandera frente a la escuela por los adultos, independientemente de su cambio de actitud y opinión. Dio reinicia y toca «Holy Diver» durante los créditos finales, con Fonics Monkey uniéndose a la batería.